# Roberto Hodge
Roberto Hodge Rivera (La Serena, 1944. július 30. – 1985.) chilei válogatott labdarúgó.

## Pályafutása

### A válogatottban
1964 és 1977 között 38 alkalommal szerepelt a chilei válogatottban és 1 gólt szerzett. Részt vett az 1966-os világbajnokságon és az 1967-es Dél-amerikai bajnokságon.

## Sikerei, díjai
Universidad de Chile
- Chilei bajnok (5): 1962, 1964, 1965, 1967, 1969

Club América
- Mexikói bajnok (1): 1970–71
- Mexikói kupa (1): 1973–74

Palestino
- Chilei kupa (1): 1977

Chile
- Dél-amerikai bajnokság bronzérmes (1): 1967